# Lac Alma (Mont-Valin)
Pour les articles homonymes, voir Lac Alma.
Le lac Alma est un plan d'eau douce tributaire de la rivière Manouane, situé sur la rive Nord-Ouest du fleuve Saint-Laurent, dans le territoire non organisé de Mont-Valin, dans la municipalité régionale de comté (MRC) du Fjord-du-Saguenay, dans la région administrative de la Saguenay–Lac-Saint-Jean, dans la province de Québec, au Canada.
La foresterie constitue la principale activité économique du secteur ; les activités récréotouristiques en second.
La zone du lac Alma est desservie par des routes forestières secondaires pour les besoins de la foresterie et des activités récréotouristiques. La route forestière R0251 passe du côté Ouest de la rivière Péribonka, desservant indirectement la zone du lac Alma,,.
La surface du lac Alma est habituellement gelée de la fin novembre au début avril, toutefois la circulation sécuritaire sur la glace se fait généralement de la mi-décembre à la fin mars.

## Géographie
Les principaux bassins versants voisins du lac Alma sont :
- côté Nord : rivière Houlière, lac Houlière, ruisseau Boisvert, rivière Manouane, lac Duhamel, Petite rivière Manouane ;
- côté Est : rivière Manouane, rivière du Castor-Qui-Cale, rivière à Georges ;
- côté Sud : rivière Manouane, rivière Péribonka, rivière du Portage, rivière Manouaniche ;
- côté Ouest : lac Péribonka, rivière Péribonka, lac D'Ailleboust, lac Étienniche, rivière Serpent[1].

Le lac Alma comporte une longueur de 4,6 km, une largeur maximale de 1,0 km et une altitude de 410 m. Ce lac orienté en longueur dans l’axe Nord-Sud comporte un rétrécissement en son centre. Ce lac s’alimente par une décharge (venant du Nord-Ouest) d’un lac non identifié et le ruissellement riverin.
L’embouchure du lac Alma est localisée au Sud-Est du lac, soit à :
- 8,9 km au Nord-Ouest de l’embouchure de la rivière Alma (confluence avec la rivière Manouane) ;
- 6,3 km à l’Ouest du cours de la rivière Manouane ;
- 25,5 km au Sud-Ouest de l’embouchure du lac Péribonka (traversé par la rivière Péribonka) ;
- 18,1 km à l’Ouest d’une baie de la rive Nord-Ouest du réservoir Pipmuacan ;
- 23,1 km au Nord de l’embouchure de la rivière Manouane (confluence avec la rivière Péribonka) ;
- 127,7 km au Nord de l’embouchure de la rivière Péribonka ;
- 142,9 km au Nord-Ouest du centre-ville de Saguenay[1].

À partir de l’embouchure du lac Alma, le courant suit le cours de la rivière Alma sur 10,4 km vers le Sud-Est, la rivière Manouane sur 20,5 km vers le Sud, le cours de la rivière Péribonka sur 143,3 km vers le Sud, traverse le lac Saint-Jean sur 29,3 km vers l’Est, puis emprunte sur 155 km le cours de la rivière Saguenay vers l’Est jusqu'à la hauteur de Tadoussac où il conflue avec le fleuve Saint-Laurent.

## Toponymie
Le toponyme Lac Alma a été officialisé le 5 décembre 1968 par la Commission de toponymie du Québec.